# Globalpreis
Ein Globalpreis ist eine besondere Form der Tarifierung für Reisen mit der Eisenbahn. Wesentliches Kennzeichen eines Globalpreises ist, dass es sich hierbei um einen einheitlichen Preis für Fahrkarte, Reservierung und ggf. Zuschlag für besonders hochwertige Züge, Schlafwagenunterbringung etc. handelt. Die entsprechenden Fahrkarten werden als Integrated Reservation Ticket (IRT) bezeichnet.

## Auswirkungen
Die Einführung von Globalpreisen für bestimmte Züge bzw. Zuggattungen führt oft dazu, dass solche Züge mit regulären Streckenfahrscheinen nicht mehr benutzt werden können. Dies gilt sowohl für Fahrscheine zum jeweiligen nationalen Binnentarif wie auch für internationale TCV-Fahrscheine. Eine Ausnahme von dieser Regelung wird mitunter für Inhaber von Passangeboten wie Eurail oder InterRail gemacht: Diese Kunden können zu ihrem vorhandenen Pass eine Aufpreisfahrkarte erwerben, welche dann nur die Reservierung sowie eventuelle Zuschläge beinhaltet.
Der Fahrgast muss für jeden globalpreispflichtigen Zug, den er nutzen will, eine eigene Fahrkarte erwerben. Bei Umsteigeverbindungen ist es somit nicht möglich, durchgehende Fahrscheine zu nutzen.

## Vorteile

### Bessere Steuerung der Auslastung
Globalpreise ermöglichen den Eisenbahnverkehrsunternehmen eine gute Kontrolle der Zugauslastung ohne aufwendige Fahrgastzählungen o. Ä. durchführen zu müssen. Zudem kann durch entsprechende Preisgestaltung auch eine Steuerung vorgenommen werden, indem man durch Sondertarife gezielt Fahrgäste zur Nutzung schwach ausgelasteter Verbindungen bewegt (hierfür genügt freilich auch die Einführung der beispielsweise in Deutschland angewandten Zugbindung).

### Sitzplatzreservierung
Durch die mit einem Globalpreissystem stets einhergehende Reservierungspflicht ist sichergestellt, das jeder Fahrgast einen Sitzplatz hat. Somit wird auch das für die Eisenbahnverkehrsunternehmen ein elektronisches Anzeigesystem für Reservierungen oder das relativ aufwendige Markieren von reservierten Plätzen durch Zettel obsolet.

### Vereinfachung der Kontrollen
Globalpreise vereinfachen die Kontrolle der Fahrausweise erheblich. Das zuständige Personal kann durch einen Blick auf den Fahrschein sofort feststellen, ob er für den jeweiligen Zug am jeweiligen Reisetag ausgestellt wurde.
Bei klassischen Tarifsystemen kann es aufgrund diverser Sonderregelungen hingegen erheblichen Aufwand verursachen, die Gültigkeit eines Fahrausweises für bestimmte Strecken, Zuggattungen oder Zeiträume festzustellen. Dies gilt insbesondere für im Ausland ausgestellte Fahrkarten oder Passangebote.

## Kritik
Fahrgastverbände sowie Eisenbahnfreunde üben regelmäßig Kritik an Globalpreissystemen, wofür verschiedene Gründe angeführt werden.

### Mangelnde Flexibilität
Beklagt wird häufig, dass durch die Einführung von Globalpreisen ein Hauptvorteil des Reisens mit der Bahn verloren geht, nämlich die Flexibilität. Während es bei klassischen Tarifsystemen üblicherweise möglich ist, einfach zum Bahnhof zu kommen, eine Fahrkarte zu erwerben und dann innerhalb eines bestimmten Gültigkeitszeitraumes mit beliebigen Zügen an das Reiseziel zu gelangen, erfordern Globalpreise eine gewisse Vorausplanung sowie bei Änderungen der Reisepläne auch eine Umbuchung, da Globalpreisfahrscheine nur für den Zug gelten, für den sie ausgestellt wurden und für den die gleichzeitige Reservierung vorgenommen wurde. Zudem können einzelne Züge ausgebucht sein.
Dieser Kritikpunkt kann teilweise entschärft werden, indem insbesondere die Umbuchung von Globalpreisfahrscheinen möglichst einfach und komfortabel ermöglicht wird. Die SNCF beispielsweise bietet hierfür spezielle Automaten (échange minute) an, welche unmittelbar an den Bahnsteigen aufgestellt sind.

### Strukturelle Verteuerung
Durch die Notwendigkeit, für jeden Streckenabschnitt einen eigenen Fahrschein zu erwerben, kann es zu einer Verteuerung des Gesamtfahrpreises kommen. Da die meisten klassischen Preissysteme eine Degression beinhalten, bei längeren Fahrtstrecken also – auf den Kilometer umgerechnet – günstiger werden, ist es dabei stets vorteilhaft, möglichst gleich eine Fahrkarte für die gesamte Strecke zu erwerben oder – falls tariflich zulässig – sogar Kombinationen mit anderen geplanten Reisen vorzunehmen.
Bei Globalpreisen ist dies naturgemäß nicht möglich, vielmehr müssen für jeden genutzten Zug einzelne Fahrscheine erworben werden.

### Erschwerte Fahrgastrechte
Bei durchgehenden Fahrscheinen gelten Fahrgastrechte, wenn z. B. durch eine Verspätung ein Anschlusszug nicht erreicht wird. Wenn wegen eines Globalpreises getrennte Fahrscheine notwendig sind, können diese Fahrgastrechte ausgeschlossen oder deren Durchsetzung erschwert sein.

## Situation in einzelnen Ländern

### Deutschland, Österreich und Schweiz
Sowohl die Deutsche Bahn wie auch die ÖBB und SBB stehen dem Globalpreissystem eher skeptisch gegenüber. Es wird stattdessen größtenteils auf das traditionelle Tarifsystem gesetzt, bei dem der Fahrgast einen Streckenfahrschein für die gesamte Reise erwirbt und gegebenenfalls zusätzlich Reservierungen vornimmt. Dies liegt nicht zuletzt auch daran, dass in diesen Ländern nur wenige reservierungspflichtige Züge verkehren.
In Deutschland, und in eingeschränkter Form auch in Österreich und der Schweiz, gibt es zur besseren Steuerung der Zugauslastung das System der Zugbindung. Hierbei handelt es sich jedoch nicht um ein Globalpreissystem, da eine zuggebundene Fahrkarte keine automatische Reservierung beinhaltet. Zudem können alle Züge weiterhin auch mit nicht zuggebundenen Streckenfahrscheinen sämtlicher Art genutzt werden.
In verschiedenen internationalen Zügen (z. B. im Thalys, im Cisalpino und im Berlin-Warszawa-Express) sowie in bestimmten Nachtreisezügen, insbesondere im Verkehr mit Frankreich sowie zwischen Österreich/der Schweiz und Italien, besteht allerdings Globalpreispflicht.

### Frankreich
In Frankreich sind Globalpreise relativ weit verbreitet. Sämtliche reservierungspflichtigen Züge, wie beispielsweise der TGV oder einige Intercités-Linien, werden in dieser Weise tarifiert. Gleiches gilt für den gesamten Nachtreiseverkehr sowie die internationalen Hochgeschwindigkeitszüge Eurostar, Thalys und TGV Lyria.

### Italien
Die Trenitalia setzt seit einigen Jahren zunehmend auf die sukzessive Umstellung ihres Preissystems zugunsten des Globalpreises. Mittlerweile sind die meisten Fernverkehrszüge, beispielsweise der Eurostar Italia sowie die modernisierten „InterCity plus“-Züge, globalpreispflichtig. Normale (nicht modernisierte) InterCity-Züge können derzeit noch mit regulären Streckenfahrscheinen und dem entsprechenden Zuschlag benutzt werden, nach Abschluss der Modernisierung wird es diese Züge jedoch nicht mehr geben.

### Spanien
In Spanien sind sämtliche Fernverkehrszüge globalpreispflichtig.

### Polen

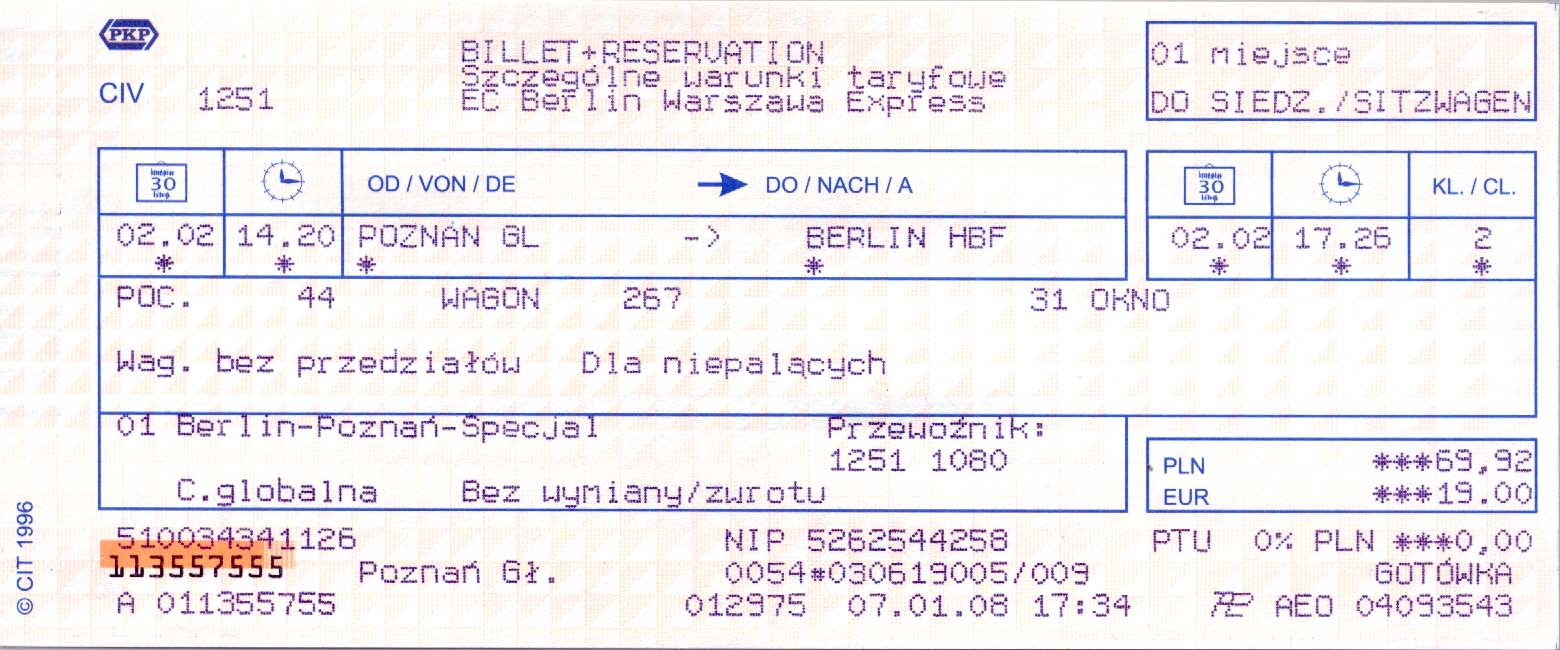
Globalpreisfahrkarte im Berlin-Warszawa-Express

Im Zuge einer verbesserten Einnahmentrennung zwischen der Fernverkehrsgesellschaft PKP Intercity und der Regionalgesellschaft PKP Przewozy Regionalne wurden auch in Polen auf gewissen Relationen Globalpreise eingeführt. Beispiele sind der Berlin-Warszawa-Express und der Nachtzug Stanisław Moniuszko zwischen Berlin und Warschau (beide nur im internationalen Verkehr, für ersteren wird die Globalpreispflicht ab 14. Juni 2009 gelockert), sowie der nächtliche Intercity-Bus auf der Strecke Warschau-Kaunas-Vilnius.